# Фирлей, Анджей (каштелян люблинский)
Анджей Фирлей (ок. 1537—1585) — государственный деятель Речи Посполитой, секретарь королевский (1569), каштелян любельский (1576—1585), староста сандомирский.

## Биография
Представитель польского дворянского рода Фирлеев герба «Леварт». Младший сын воеводы любельского и русского Петра Фирлея (ум. 1553) и Катаржины Тенчинской. Старшие братья — маршалок великий коронный Ян Фирлей (1521—1574) и воевода любельский Николай Фирлей (ок. 1531—1588).
Активный приверженец и пропагандист кальвинизма. В 1569 году упоминается в звании королевского секретаря. В 1576 году Анджей Фирлей получил должность каштеляна любельского. В том же 1576 году был избран маршалком (председателем) коронного сейма.

## Семья и дети
Был женат на Барбаре Шренской (ум. 1588), от брака с которой имел одного сына и двух дочерей:
- Феликс (ум. 1576)
- Дорота (ум. 1591), 1-й муж с 1581 года воевода трокский, князь Стефан Андреевич Збаражский (ум. 1585), 2-й муж с 1586 года канцлер великий литовский Лев Иванович Сапега (1557—1633)
- Анна (ум. 1588), жена с 1578 года воевода брест-куявский Анджей Лещинский (1559—1606).